# Aneura punctata
Aneura punctata là một loài rêu trong họ Aneuraceae. Loài này được Colenso mô tả khoa học đầu tiên năm 1886.